# Еніс Чокай
Еніс Чокай (алб. Enis Çokaj, нар. 23 лютого 1999, Коплік) — албанський футболіст, півзахисник грецького клубу «Панатінаїкос».
Виступав, зокрема, за клуби «Лачі» та «Локомотива», а також національну збірну Албанії.

## Клубна кар'єра
Народився 23 лютого 1999 року в місті Коплік. Вихованець юнацьких команд футбольних клубів «Шкендія» (Тирана) та «Локомотива».
У дорослому футболі дебютував 2019 року виступами за команду «Лачі», в якій того року взяв участь у 15 матчах чемпіонату. 
У тому ж році повернувся до «Локомотива». Відіграв за загребських «локомотивів» наступні три сезони своєї ігрової кар'єри. Більшість часу, проведеного у складі загребської «Локомотиви», був основним гравцем команди.
До складу клубу «Панатінаїкос» приєднався 2022 року. Станом на 25 липня 2023 року відіграв за клуб з Афін 20 матчів в національному чемпіонаті.

## Виступи за збірні
Протягом 2019–2020 років залучався до складу молодіжної збірної Албанії. На молодіжному рівні зіграв у 5 офіційних матчах, забив 1 гол.
У 2021 році дебютував в офіційних матчах у складі національної збірної Албанії.

## Статистика виступів

### Статистика клубних виступів
| Сезон                  | Команда                | Чемпіонат              | Чемпіонат | Чемпіонат | Національний кубок | Національний кубок | Національний кубок | Континентальні кубки | Континентальні кубки | Континентальні кубки | Інші змагання | Інші змагання | Інші змагання | Усього | Усього |
| Сезон                  | Команда                | Ліга                   | Ігор      | Голів     | Ліга               | Ігор               | Голів              | Ліга                 | Ігор                 | Голів                | Ліга          | Ігор          | Голів         | Ігор   | Голів  |
| ---------------------- | ---------------------- | ---------------------- | --------- | --------- | ------------------ | ------------------ | ------------------ | -------------------- | -------------------- | -------------------- | ------------- | ------------- | ------------- | ------ | ------ |
| січ.-черв. 2019        | «Лачі»                 | ЧА                     | 15        | 0         | КА                 | 4                  | 1                  | -                    | -                    | -                    | -             | -             | -             | 19     | 1      |
| 2019–20                | «Локомотива»           | 1. ХФЛ                 | 30        | 1         | КХ                 | 5                  | 2                  | -                    | -                    | -                    | -             | -             | -             | 35     | 3      |
| 2020–21                | «Локомотива»           | 1. ХФЛ                 | 28        | 0         | КХ                 | 1                  | 0                  | ЛЧ+ЛЄ                | 0+1                  | 0                    | -             | -             | -             | 30     | 0      |
| 2021–22                | «Локомотива»           | 1. ХФЛ                 | 28        | 1         | КХ                 | 1                  | 0                  | -                    | -                    | -                    | -             | -             | -             | 29     | 1      |
| лип.-вер. 2022         | «Локомотива»           | 1. ХФЛ                 | 8         | 1         | КХ                 | 0                  | 0                  | -                    | -                    | -                    | -             | -             | -             | 8      | 1      |
| Усього за «Локомотива» | Усього за «Локомотива» | Усього за «Локомотива» | 94        | 3         |                    | 7                  | 2                  |                      | 1                    | 0                    |               | -             | -             | 102    | 5      |
| вер. 2022–23           | «Панатінаїкос»         | ЧГ                     | 13        | 0         | КГ                 | 3                  | 0                  | ЛК                   | -                    | -                    | -             | -             | -             | 16     | 0      |
| Усього за кар'єру      | Усього за кар'єру      | Усього за кар'єру      | 122       | 3         |                    | 14                 | 3                  |                      | 1                    | 0                    |               | -             | -             | 137    | 6      |

### Статистика виступів за збірну
| Дата       | Місто    | Господарі          | Результат | Гості      | Турнір                               | Голи | Примітки |
| ---------- | -------- | ------------------ | --------- | ---------- | ------------------------------------ | ---- | -------- |
| 8-9-2021   | Ельбасан | Албанія            | 5 – 0     | Сан-Марино | Відбір до ЧС 2022                    | -    | 81'      |
| 12-10-2021 | Тирана   | Албанія            | 0 – 1     | Польща     | Відбір до ЧС 2022                    | -    | 77'      |
| 13-6-2022  | Тирана   | Албанія            | 0 – 0     | Естонія    | товариський матч                     | -    | 33' 63'  |
| 27-9-2022  | Тирана   | Албанія            | 1 – 1     | Ісландія   | Ліга націй УЄФА 2022-2023 - 1-й етап | -    | 83'      |
| 19-11-2022 | Тирана   | Албанія            | 2 – 0     | Вірменія   | товариський матч                     | -    | 46'      |
| Усього     |          | Матчів (235 місце) | 5         |            | Голів                                | 0    |          |

| Дата       | Місто          | Господарі | Результат | Гості  | Турнір                             | Голи | Примітки  |
| ---------- | -------------- | --------- | --------- | ------ | ---------------------------------- | ---- | --------- |
| 15-10-2019 | Ельбасан       | Албанія   | 2 – 1     | Косово | Кваліфікація молодіжного Євро-2021 | -    | 14' 90+1' |
| 15-11-2019 | Шкодер (місто) | Албанія   | 0 – 3     | Англія | Кваліфікація молодіжного Євро-2021 | -    | 85'       |
| Усього     |                | Матчів    | 2         |        | Голів                              | 0    |           |